# Pero crocallaria
Pero crocallaria är en fjärilsart som beskrevs av Achille Guenée 1858. Pero crocallaria ingår i släktet Pero och familjen mätare. Inga underarter finns listade i Catalogue of Life.